# Ivančice
Ivančice (niem. Eibenschütz) − miasto w Czechach, w kraju południowomorawskim. Według danych z 31 grudnia 2003 powierzchnia miasta wynosiła 4 757 ha, a liczba jego mieszkańców 9 354 osób.
Urodzili się tutaj malarz Alfons Maria Mucha, aktor Vladimír Menšík i Henryk Weiss, pułkownik Wojska Polskiego.

## Demografia
| Rok             | 1970  | 1980  | 1991  | 2001  | 2003  |
| --------------- | ----- | ----- | ----- | ----- | ----- |
| Liczba ludności | 8 558 | 9 746 | 9 448 | 9 350 | 9 354 |

Źródło: Czeski Urząd Statystyczny

## Miasta partnerskie
- Aleksandrów Kujawski